# 贅沢に気をつけよ
『贅沢に気をつけよ』（ぜいたくにきをつけよ、独: Die verkehrte Welt、英: The Effects of Intemperance）は、17世紀オランダ黄金時代の画家ヤン・ステーンが1663年にキャンバス上に油彩で制作した絵画である。本作は、1780年にウィーンのコレクションのために取得され、現在、美術史美術館に所蔵されている。

## 背景
オランダでは、「ヤン・ステーン的な家庭」といえば騒々しくて乱雑な家庭のことになる。ステーンはそんな家庭の情景を多く描き、そこにはよくパイプタバコをふかし、ビールを飲む陽気な道楽者として画家自身も登場する。しかし、その絵画は文字通り解釈することはできない。プロテスタントの国となったオランダで、カトリックであったステーンは実はモラリストであった。彼は、周知の諺、大衆演劇、祭礼の習慣などを手掛かりに、人間が感心しない振る舞いをしている喜劇的様子を通して、説教をしようとしているのである。

## 作品

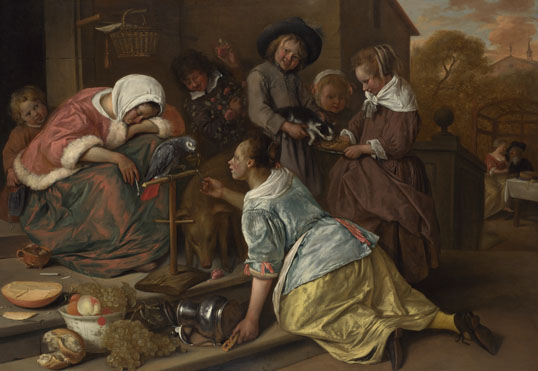
『不摂生の結果』(1663年) ナショナル・ギャラリー (ロンドン)

絵画は、淫らで不適切な行いに耽っている、無秩序な家庭を描いている。この文脈で、「贅沢」という言葉は「過剰さ」、「身勝手」さを示唆している。ほとんどが悪いことをしている個々の人物は、大まかな三角形の構図の中に集合しており、正面には誘惑するように鑑賞者の方を向いている、明らかに身を持ち崩した若い女性がいる。
絵画は、今より禁欲的な時代のオランダの諺をユーモラスに表したものである。「In weelde siet toe...」というその諺はだいたい、「楽しい時は注意せよ」と訳せる。この諺は、「そして鞭を恐れよ」と続く。画面では、家庭の主婦が眠りこけており、家族の他の人々は、そのことを大いに利用している。前景にいる彼女の夫は挑発する若い女性と戯れており、彼女は彼の脚の間にワインのグラスを持っている。彼は、尼僧、またはベギン会修道女の注意を笑い飛ばしている。小さな女の子は戸棚から勝手に何かを取って、彼女の弟はパイプを試そうとしている。一番幼い子供は真珠のネックレスで遊び、一番年上の息子はバイオリンを弾き、犬はテーブルの上で食事を終えつつあり、豚は部屋にさまよいこんでいる。
こうした行いの結果を警告しているのは、肩にアヒルを乗せ、敬虔な文章を読み上げているクエーカー教徒と、天井から下がっている罰に関連する剣や杖、鞭などの道具の入った籠である。絵画の教訓は明らかで、死に値する欲望 (抑制されない世俗的な快楽) の罪を犯した者は、 何らかの罰を覚悟しなければならないということである。
本作のいくつかの主題は、ステーンのユーモラスであるが教訓的な『不摂生の結果』 (ロンドン・ナショナル・ギャラリー) にも見て取ることができる。